# Káně Harrisova

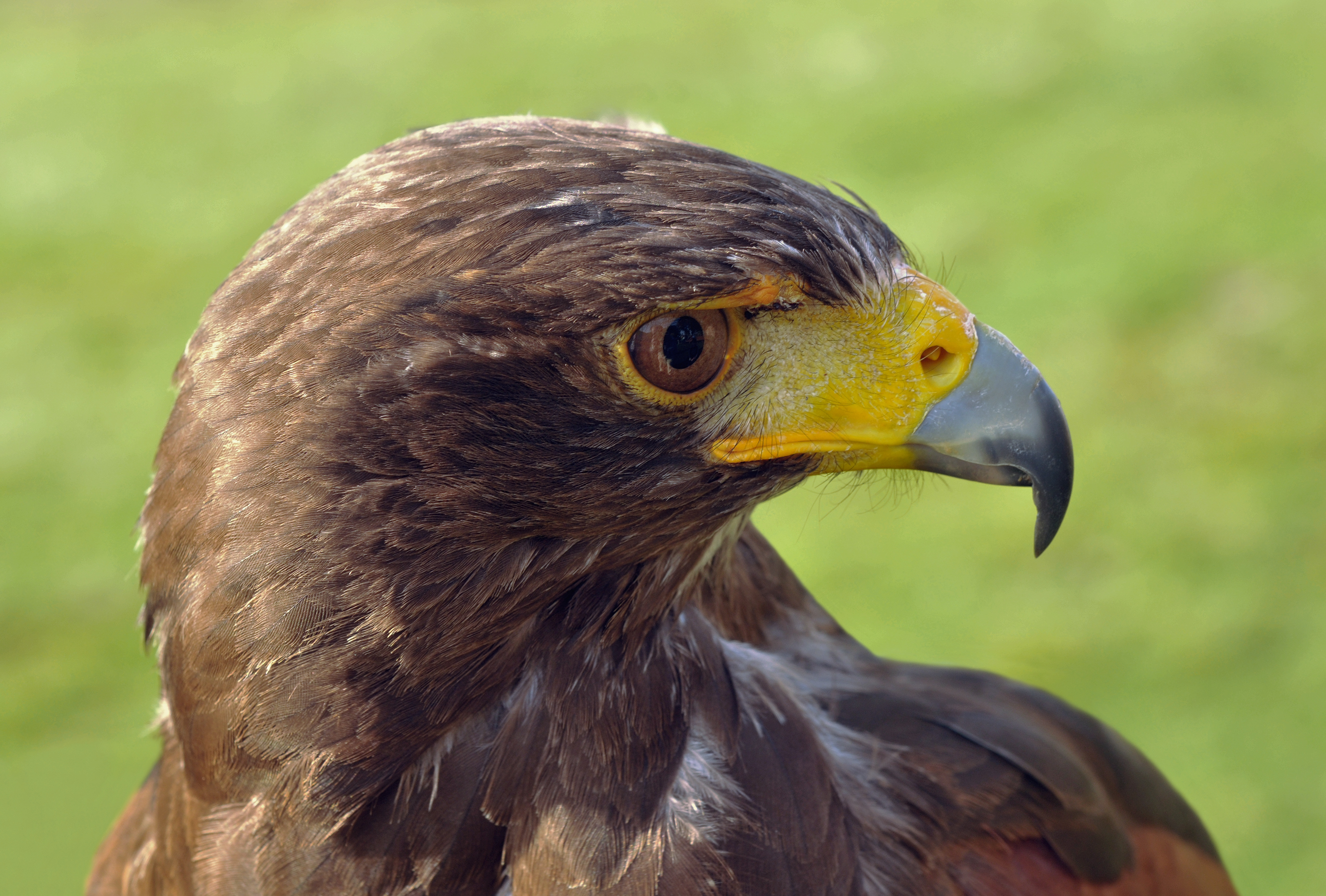
Detail hlavy z profilu

Káně Harrisova (Parabuteo unicinctus) je středně velký dravec z čeledi jestřábovitých, vyskytující se v rozmezí od jihozápadu Spojených států jižně až po Chile a střední část Argentiny. Jeho výskyt je občas hlášen i v západní Evropě, většinou ve Velké Británii. Káně Harrisova je oblíbeným sokolnickým druhem; je tedy pravděpodobné, že její výskyt v Evropě má původ právě v jedincích, kteří unikli ze zajetí.
Káně Harrisova je jediným zástupcem rodu Parabuteo. Vědecké jméno je odvozeno z řeckého para, což znamená „jako“ nebo „podobný“, a latinského buteo, označující „káni“, uni značí „jeden“ a cinctus znamená „obklopený“ nebo „ohraničený“, což poukazuje na bílý pás na základu a na konci ocasu. Anglické a převzatě i české jméno pták dostal od Johna Jamese Audubona, který jej pojmenoval na počest svého ornitologického druha, finančního sponzora a přítele Edwarda Harrise. Káně Harrisova je známá svým význačným chováním – loví ve skupině, která sestává z členů jedné rodiny (téměř všichni ostatní dravci loví samostatně).

## Popis

### Obecně

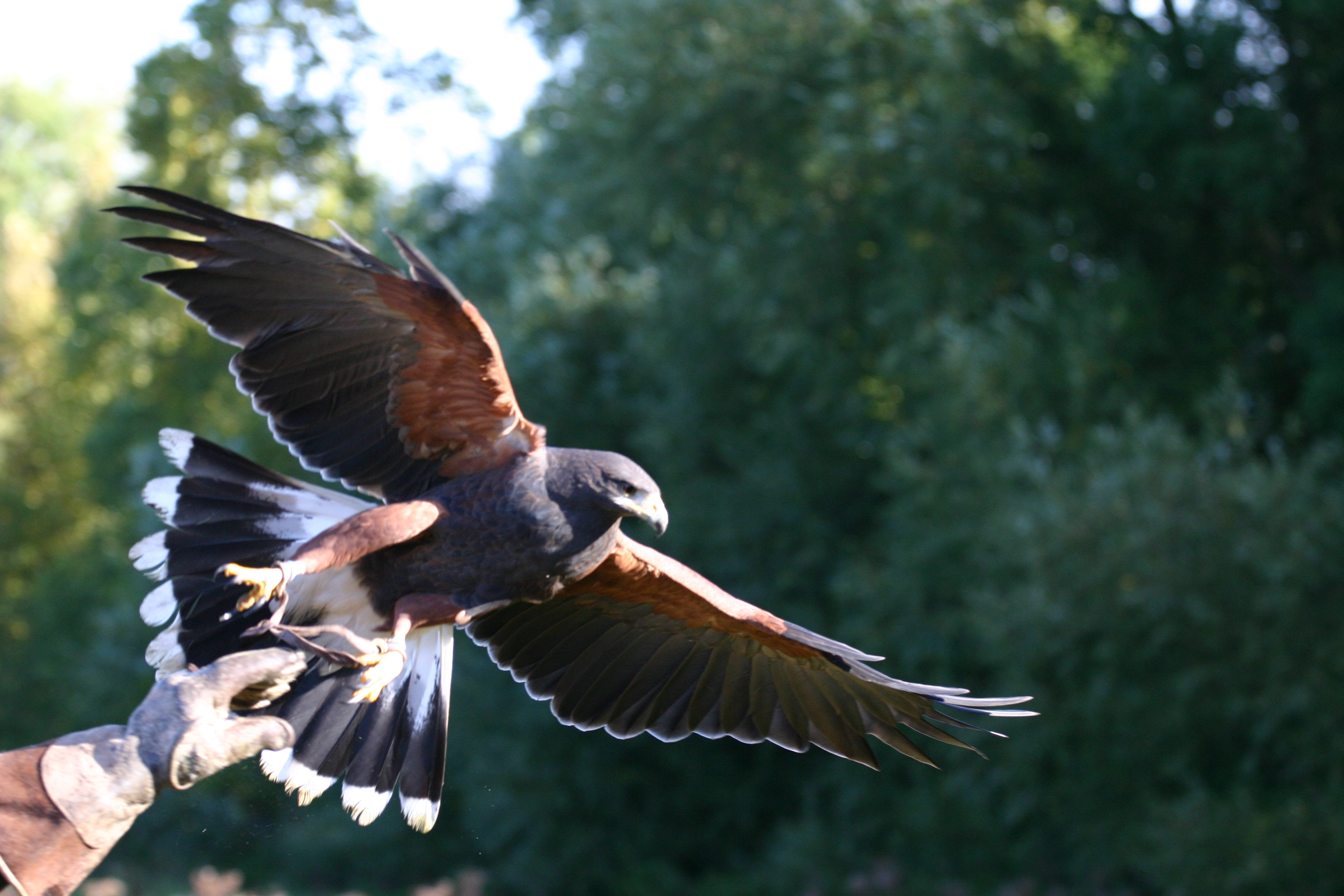
Káně Harrisova při vzlétání

Jedinci se liší délkou v rozmezí od 46 do 59 cm a mají rozpětí křídel 1 až 1,2 m. Ve Spojených státech se průměrná hmotnost samců pohybuje okolo 710 g, zatímco průměr u samic je 1020 g. V rámci pohlavního dimorfismu jsou tedy samice až o 40 % těžší než samci. Ptáci mají tmavě hnědé opeření s kaštanovými rameny, lemem křídel a stehny a bílý základ a konec ocasu, dlouhé žluté nohy a žluté ozobí. Hlasové projevy kání Harrisových tvoří velmi ostré zvuky.
V přírodě se ptáci dožívají v průměru 11 let, nejdéle žijící zdokumentovaná samice měla 14 let a 11 měsíců. V zajetí žijí až 25 let.

### Mláďata
Dravci v šatě mladých jsou podobní rodičům, ale jsou více žíhaní a během letu je možné naspodu křídel pozorovat bledě žluté zbarvení s hnědým žíháním.

## Poddruhy
Jsou známy tři poddruhy káně Harrisovy:
- P. u. superior: nalezen v Baja California, Arizoně, Sonoře, Sinaloe. Věří se, že P. u. superior je větší a má delší křídla i tmavší zbarvení než P. u. harrisi. Bohužel množství pozorovaných jedinců je velmi malé, pouze pět samců a šest samic. Další výzkum doplnil, že fyzické rozdíly jsou menší, než se původně předpokládalo. Proti odůvodněnosti oddělení poddruhu hovoří též další ekologické rozdíly, např. klima daného prostředí.[11]
- P. u. harrisi: nalezen v Texasu, východním Mexiku a většině Střední Ameriky.[11]
- P. u. unicinctus: nalezen výhradně v Jižní Americe. Je menší než severoamerický poddruh.[11]

## Biotop
Ptáci žijí v řídkých lesích a polopouštích, stejně tak i v mokřinách (s občasnými stromy) a v některých částech jejich rozšíření také v mangrovových bažinách, vyskytujících se v jihoamerické oblasti rozšíření. Káně Harrisova nemigruje a má trvalé teritorium, jehož velikost se pohybuje mezi 0,2–5,5 km2.

## Chování

### Potrava
Potrava se skládá z malých živočichů včetně ptáků, ještěrek, savců a velkého hmyzu. Káně Harrisova loví ve skupinách, proto může ulovit též větší kořist, jako např. králíka.

### Lov
Ačkoliv je většina dravců samotářských a setkávají se pouze při hnízdění a tahu, káně Harrisova loví ve spolupracujících skupinách od dvou do šesti jedinců. Tato kooperace je výsledkem adaptace na pouštní klima, ve kterém žije. Jedna lovecká technika spočívá v tom, že malá skupina létá vepředu a pátrá po kořisti, zatímco jiný člen této skupiny letí zezadu a kořist nahání, a to tak dlouho, dokud není kořist zahnána do pasti a následně rozdělena. Jiná technika je založena na tom, že celá skupina se rozmístí okolo kořisti a jeden člen ji usmrtí.

### Predátoři
Největším predátorem dospělých kání je výr virginský, pro mladé ptáky představují největší nebezpečí zejména kojoti a velcí krkavci, kteří vybírají i jejich hnízda. Káně však svá hnízda aktivně brání; v případě pokusu o napadení hnízda se dorozumívají varovným voláním a na predátora útočí celá skupina, aby jej od vyplenění hnízda odradila.

### Hnízdění a mláďata
Káně Harrisovy hnízdí na malých stromech, křovinách nebo kaktusech (viz švédské pojmenování kaktusvråk). Hnízdo je většinou kompaktní, vystavěné z větviček, kořenů rostlin, listů, mechu a kůry. Hnízdo většinou staví samice. Snůška obsahuje většinou dvě až čtyři vejce barvy bílé až namodralé, občas se světle hnědými nebo šedými skvrnami. Hnízdoši (mláďata v prachovém peří) jsou zprvu světle žlutohnědí, v pěti nebo šesti dnech změní barvu na tmavě hnědou.
Velmi často obývají hnízdo tři káně: dva samci a jedna samice. Diskutuje se o tom, zda se jedná o polyandrii, matoucí je tzv. backstanding, kdy jeden pták stojí na zádech prvního, případně ještě třetí na zádech druhého. Inkubační doba je od 31 do 36 dnů a na snůšce sedí většinou samice. Ve 38 dnech začínají mláďata prozkoumávat okolí hnízda a ve 45 až 50 dnech začínají létat. Samice hnízdí dvakrát nebo třikrát do roka. Mláďata mohou zůstat se svými rodiči až tři roky a v té době pomáhají s vyváděním dalšího potomstva.

## Lidé a káně Harrisovy

### Změny biotopu
Ačkoli není káně Harrisova ohroženým druhem, její divoká populace je v současné době na ústupu kvůli ztrátě životního prostředí, pod tlakem určitých okolností je však nicméně známo, že se stěhuje v rámci rozvinutých oblastí. V současné době se jako původní druh vyskytuje na území sedmi států Střední, Jižní a Severní Ameriky, na území dalších dvou, Panamy a Surinamu, je její původ nejistý. Od roku 2004 je v Červeném seznamu IUCN zařazeno do kategorie málo dotčených druhů a v CITES jej nalezneme v příloze II. V roce 2003 populace káně Harrisovy čítala přibližně 390 000 jedinců žijících na ploše velké zhruba 6 000 000 km2.

### Sokolnictví

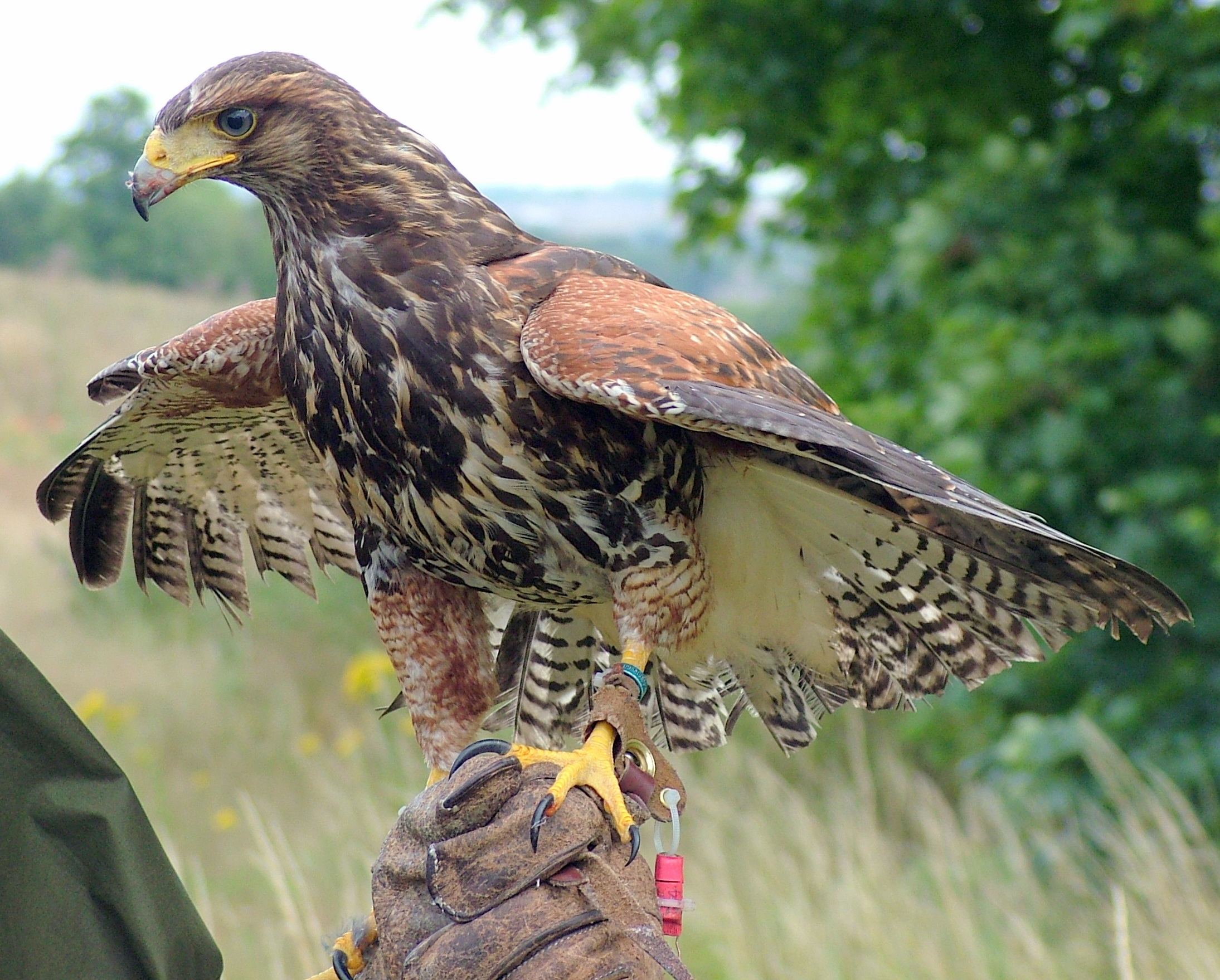
Mladý jedinec při ukázce v sokolnictví

Okolo roku 1980 se začal zvedat zájem o užívání káně Harrisovy v sokolnictví a nyní je nejpopulárnějším dravcem na západě (kromě Asie) chovaným pro tyto účely, a to hlavně kvůli jednoduchému výcviku a snadné socializaci.

### V umění
John James Audubon vytvořil ilustraci káně Harrisovy v publikaci Birds of America (Londýn, 1827–38) na desce č. 392 s titulem „Louisiana Hawk – Buteo harrisi“. Obraz byl vyryt a kolorován Robertem Havellem v londýnské dílně v roce 1837. Originální dílo bylo zakoupeno Newyorskou historickou společností, kde je možné jej zhlédnout až do nynějška (leden 2009).